# Greatest Hits (album Foo Fighters)
Greatest Hits – pierwsza kompilacja amerykańskiego zespołu Foo Fighters, wydana 3 listopada 2009. Edycja deluxe zawiera ponadto książeczkę i płytę DVD, na której znajduje się kilka teledysków i nagrań koncertowych.

## Lista utworów

### CD
Sporządzono na podstawie materiału źródłowego.
1. „All My Life” - 4:24
2. „Best of You” - 4:16
3. „Everlong” - 4:10
4. „The Pretender” - 4:27
5. „My Hero” - 4:19
6. „Learn to Fly” - 3:56
7. „Times Like These” - 4:28
8. „Monkey Wrench” - 3:53
9. „Big Me” - 2:14
10. „Breakout” - 3:22
11. „Long Road to Ruin” - 3:48
12. „This Is a Call” - 3:55
13. „Skin and Bones” - 4:04
14. „Wheels” - 4:38
15. „Word Forward” - 3:49
16. „Everlong” (wersja akustyczna) - 4:11

### DVD
1. „I'll Stick Around”
2. „Big Me”
3. „Monkey Wrench”
4. „Everlong”
5. „My Hero”
6. „Walking After You”
7. „Learn to Fly”
8. „Next Year”
9. „All My Life”
10. „Times Like These” (wersja akustyczna)
11. „Low”
12. „Best of You”
13. „DOA”
14. „Resolve”
15. „The Pretender”
16. „Long Road to Ruin”
17. „Wheels”
18. „Everlong” (live - z DVD Everywhere but Home)
19. „Breakout” (live - z DVD Hyde Park)
20. „Skin and Bones” (live - z DVD Skin and Bones)
21. All My Life (live - z DVD Live at Wembley Stadium)
22. „No Way Back” (ukryte wideo bonusowe)